# LINC
LINC (Laboratory INstrument Computer) ime je za tranzistorski 12-bitni računalski sustav s memorijom od 2048 riječi (širina od 16-bita) i bio je arhetip mini računala odnosno preteča osobog računala. LINC su dizajnirali dvojac Wesley A. Clark i Charles Molnar 1962. godine kao računalo koje je bilo lako spojiti sa znanstvenim instrumentima svoga vremena. Dizajn LINCa i sva tehnička dokumentacija bila je dostupna javnosti, odnosno bila je dostupna u javnoj domeni tako da su mnogi ljudi sami izrađivali svoje sustave. Tvrtke DEC i Spear Inc. komercijalno su proizvodile mini računalo LINC.